# Semaeopus discopunctaria
Semaeopus discopunctaria là một loài bướm đêm trong họ Geometridae.